# Łapnie (przystanek kolejowy)
Łapnie (ukr. Лапні, ros. Лапни) – przystanek kolejowy w miejscowości Łapnie, w rejonie kowelskim, w obwodzie wołyńskim, na Ukrainie.